# Balonowy Album
Balonowy Album – piąty album studyjny polskiej grupy muzycznej Kabanos. Jego premiera odbyła się 15 września 2015 roku. Album, podobnie jak poprzednie, został wydany przez zespół niezależnie.
W nagrywaniu utworów gościnnie wzięli udział: Mirosław Jędras (wokalista zespołu Zacier) oraz Piotr Szarłacki (dziennikarz muzyczny).

## Lista utworów
1. „Mamo, jest mi tu dobrze” – 04:58
2. „Hortensja chce być brzydka” – 04:37
3. „Gruby grubas (oj tam, oj tam)” – 03:14
4. „Ballada o Zenku” – 04:06
5. „Balony” – 03:56
6. „Moja piosenka (laszuraburej i laszuraba)” – 06:05
7. „Wyspa wygłupów” – 03:50
8. „Nie umiem nic” – 02:48
9. „Oszołomy” – 03:35
10. „Krav maga” – 03:30
11. „Folwark zwierzęcy” – 05:05

## Skład
- Zenek Kupatasa – wokal prowadzący
- Lodzia Pindol – gitara rytmiczna, wokal wspierający
- Mirek Łopata – gitara solowa
- Ildefons Walikogut – gitara basowa
- Witalis Witasroka – perkusja